# فرمان اخراج مبلغان مسیحی از ژاپن
فرمان اخراج میسیونرها از ژاپن (به ژاپنی: バテレン追放令) به فرمانی گفته می‌شود که در ۲۴ ژوئیه ۱۵۸۷ توسط تویوتومی هیده‌یوشی صادر شد و به موجب این فرمان تبلیغ مسیحیت در ژاپن ممنوع و میسیونرهای مسیحی خواسته شد که این کشور را ترک کنند.

## زمینه
تویوتومی هیده‌یوشی در زمان حیات ارباب خود؛ اودا نوبوناگا هم نظر با وی گسترش مسیحیت را مورد تأیید قرار داد. اما بتدریج متوجه شد که گسترش مسیحیت با شیوه حکومت وی در تناقض است و این فکر در وی قدرت گرفتن که مسیحیت به وحدت ملی ژاپن زیان وارد می‌کند.